# Lotto Park
Het Lotto Park is de thuisbasis van Belgische voetbalclub RSC Anderlecht, gelegen in de gemeente Anderlecht, Brussel. Het park heeft een voetbalcapaciteit van 21.000 (vroeger 40.000, maar door veiligheidsmaatregel verkleind) waarmee het de vijfde-grootste stadion van heel België is. Het gebouw heeft 1.583 business stoelen en 406 VIP stoelen en is een van de modernste van België.  
Het sportterrein werd gebouwd op het Astridpark (daarom ook wel soms het Astridpark genoemd), genaamd naar de vrouw van Leopold III Astrid van Zweden, die in 1935 overleed. Het stadion is een van de oudste stadions in België gebouwd in 1917.  Toen het Stade Émile Versé genoemd werd, verwijzend naar een topvoetballer uit de beginjaren van de Brusselse club. Het stadion droeg deze naam tot die in 1983 veranderde naar het Constant Vanden Stockstadion, die al 25 jaar lang voorzitter was van de club. In 2019 veranderde het naar het Lotto Park, waarschijnlijk om financiële redenen. Lotto is een referentie naar een van de hoofdsponsors van de club, de Nationale Loterij van België.
Het stadion beschikte tot 2018 over het Michelinsterren restaurant Le Saint-Guidon. Het restaurant moest na 30 jaar van voorzitter Marc Coucke sluiten wegens plaatstekort.

## Geschiedenis

### Vooraf
Op 27 mei 1908 komen op initiatief van Charles Roos in café Concordia in de Aumalestraat een twaalftal sportliefhebbers samen. Ze besluiten om een voetbalclub op te richten om de atletische sporten binnen de stad Brussel te ontwikkelen. Die beslissing betekent dus de geboorte van Sporting Club Anderlecht. Toen lag het allereerste veld van RSC Anderlecht vlak naast een nauw paadje dat naar Scheut leidde. Tegenwoordig is dat de "Eedstraat". Maar door de populariteit moest de Brusselse club verhuizen. Eerst kwam er een verhuis naar de Demosthenestraat, toen de Verheydenstraat genoemd. Maar in april 1917 verhuisde ze definitief naar het Astridpark, dat toen nog het Meirpark heette.

### Stade Émile Versé
De bouw van de nieuwe thuishaven voor paars-wit kostte in die tijd zo'n 7000 frank. De naam Stade Émile Versé verwijst naar topscoorder Émile Versé die het net 34 keer vond in Anderlecht hun eerste officieel seizoen in België. In het seizoen 1934-1935 vernieuwde RSCA voor het eerst hun tribune. Het was de voorloper van de tribune waarin nu de Business Seats zijn ondergebracht.

### Constant Vanden Stock Stadion
Rond 1970 nam ex-speler Constant Vanden Stock over als nieuwe voorzitter van de club. En ongeveer 13 jaar later kreeg het stadion ook die naam het Constant Vanden Stock Stadion. Dat jaar begonnen ook de eerste renovaties van het park. Het beschikte dan over zijn eerste businessseats en loges die gebaseerd waren op moderne Amerikaanse stadions. Het deels vernieuwde stadion werd ingehuldigd met een galamatch tegen het FC Barcelona van Diego Maradona.
Anderlecht wilde in 2013 hun stadioncapaciteit verhogen naar 30.000 bezoekers, de renovatiekosten zouden rond de 40 miljoen euro kosten. Ze wouden dit doen ter gelegenheid van het EK 2020 waar België zich als gastland representeerde maar na niet geselecteerd te zijn lieten ze het idee vallen.

### Lotto Park
In 2018 nam miljardair Marc Coucke over. Hij veranderde de naam van het stadion in 2019 naar het Lotto Park. Het bedrijf was ten tijde tevens hoofdsponsor van de club.

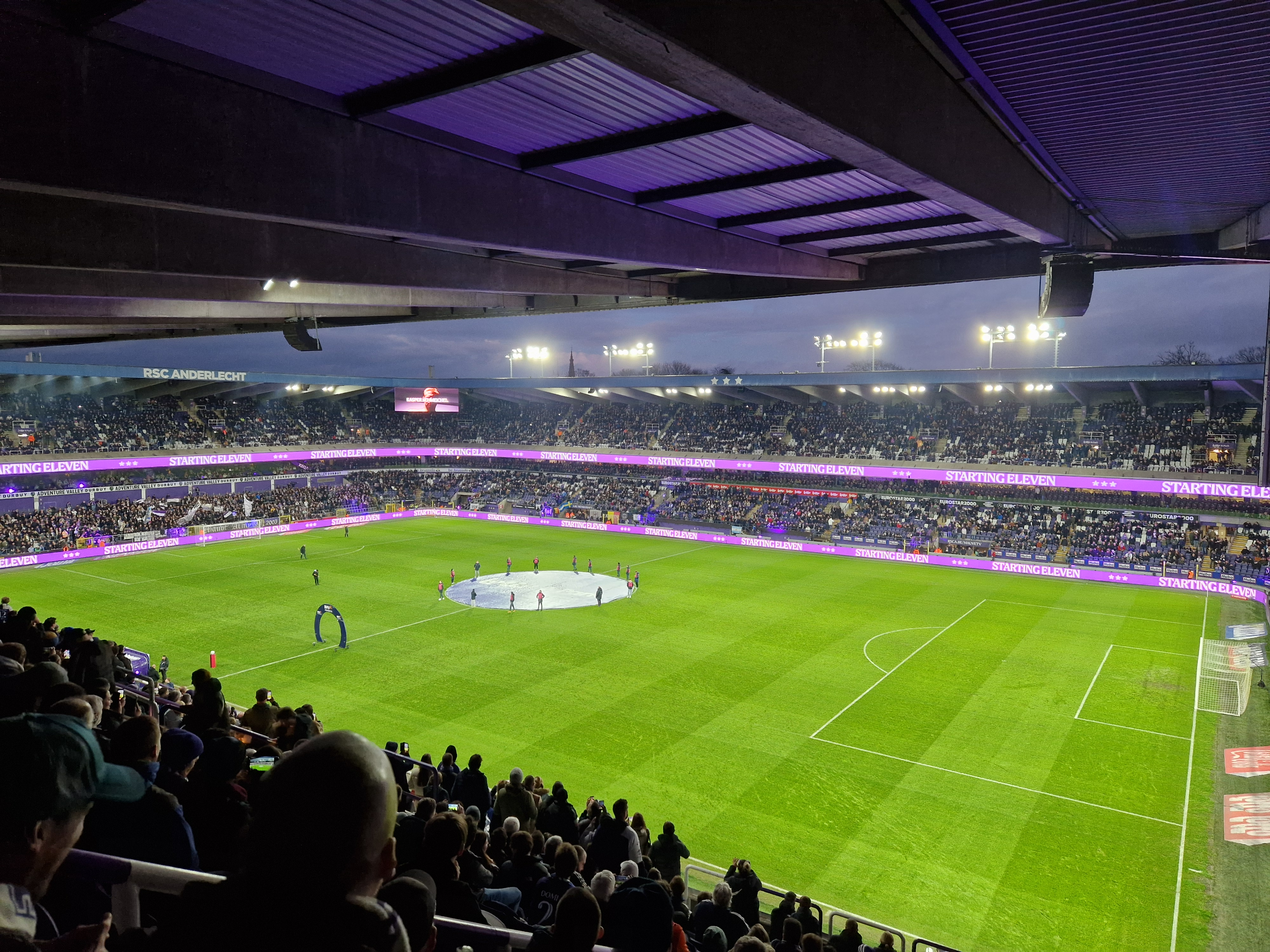
Stadion voor een thuismatch van Anderlecht in 2024

## Speelveld
Het grasveld van paars-wit is ongeveer 105 meter lang en 65 meter breed. Het gras is gemaakt van hybride gras en het beschikt ook over grasverwarming.

### 2020
Renovaties voor de grasmat begonnen in 2020. Er werd een nieuwe veldverwarming en drainage geplaatst. Dit kostte de club ongeveer een miljoen euro.

## Toegankelijkheid
Het treinstation Gare d'Anderlecht Station ligt op zo'n 30 minuten wandelafstand van het park. Het metrostation Sint-Guido is zo'n 10 minuten wandelen gelegen van het park. Er zijn verschillende mogelijkheden met de bus en er zijn verschillende parkeerplaatsen.

## Internationale wedstrijden
| Datum             | Wedstrijd                 | Uitslag | Competitie                    |
| ----------------- | ------------------------- | ------- | ----------------------------- |
| 29 maart 2022     | België - Burkina Faso     | 3 - 0   | Vriendschappelijke interland  |
| 11 oktober 2006   | België - Azerbeidzjan     | 3 - 0   | EK 2008 kwalificatie          |
| 16 augustus 2006  | België - Kazakhstan       | 0 - 0   | EK 2008 kwalificatie          |
| 26 april 1995     | België - Cyprus           | 2 - 0   | EK 1996 kwalificatie          |
| 27 december 1994  | België - Spanje           | 1 - 4   | EK 1996 kwalificatie          |
| 16 november 1994  | België - Noord Macedonië  | 1 - 1   | EK 1996 kwalificatie          |
| 7 september 1994  | België - Armenië          | 2 - 0   | EK 1996 kwalificatie          |
| 17 november 1993  | België - Tsjechië         | 0 - 0   | WK 1994 kwalificatie          |
| 6 oktober 1993    | België - Gabon            | 2 - 1   | Vriendschappelijke interland  |
| 22 mei 1993       | België - Faeröer Eilanden | 3 - 0   | WK 1994 kwalificatie          |
| 18 november 1992  | België - Wales            | 2 - 0   | WK 1994 kwalificatie          |
| 14 oktober 1992   | België - Roemenië         | 1 - 0   | WK 1994 kwalificatie          |
| 22 april 1992     | België - Cyprus           | 1 - 0   | WK 1994 kwalificatie          |
| 20 november 1991  | België - Duitsland        | 0 - 1   | EK 1992 kwalificatie          |
| 27 maart 1991     | België - Wales            | 1 - 1   | EK 1992 kwalificatie          |
| 27 februari 1991  | België - Luxemburg        | 3 - 0   | EK 1992 kwalificatie          |
| 12 september 1990 | België - Oost-Duitsland   | 0 - 2   | Vriendschappelijke interland  |
| 1 april 1987      | België - Schotland        | 4 - 1   | EK 1988 kwalificatie          |
| 16 oktober 1985   | België - Nederland        | 1 - 0   | WK 1986 kwalificatie play-off |

### EK 1972
In 1972 ging het Europees kampioenschap voetbal door van 14 juni tot 18 juni in België. Er deden slechts 4 landen mee. Uit de geplaatste landen na de kwalificatiewedstrijden wees de UEFA België aan als organisator. In de eindronde werden er in 4 stadions gespeeld waaronder het Lotto Park. Het Lotto Park mocht de halve finale Hongarije tegen Sovjet-Unie organiseren.
| Datum        | Wedstrijd               | Uitslag | Competitie | Toeschouwers |
| ------------ | ----------------------- | ------- | ---------- | ------------ |
| 14 juni 1972 | Hongarije – Sovjet-Unie | 0 – 1   | EK 1972    | 16.590       |

AFAS-stadion Achter de Kazerne (KV Mechelen) ·
Bosuilstadion (Antwerp FC) ·
Cegeka Arena (KRC Genk) ·
Edmond Machtensstadion (RWDM) ·
Ghelamco Arena (KAA Gent) ·
Guldensporenstadion (KV Kortrijk) ·
Jan Breydelstadion (Cercle Brugge · Club Brugge) ·
Olympisch stadion (Beerschot VA) ·
Florent Beeckmanstadion (FC Dender) ·
King Power at Den Dreef Stadion (OH Leuven) ·
't Kuipje (KVC Westerlo) ·
Lotto Park (RSC Anderlecht) ·
Maurice Dufrasnestadion (Standard Luik) ·
Stade du Pays de Charleroi (Sporting Charleroi) ·
Stayen (STVV)